# Janine Sack
Janine Sack (* 1969 in Köln) ist eine deutsche Verlegerin, Grafikdesignerin und Konzeptkünstlerin. Von 2008 bis 2012 arbeitete sie als Art-Direktorin der Wochenzeitung der Freitag und 2017 hat sie das neue Erscheinungsbild der taz entwickelt.

## Werdegang
Janine Sack hat Visuelle Kommunikation an der Hochschule für bildende Künste in Hamburg studiert und war als Postgraduate-Studentin an der Kunsthochschule in Stockholm und hat mit 3D-Animation komplexe Videoprojekte realisiert. Schon 1990, am Anfang ihres Studiums der visuellen Kommunikation kam sie mit University TV in Kontakt und realisierte interaktive Fernsehprojekte und ein selbstorganisiertes medientheoretisches Seminar. Daraus entstand die Künstlerinnengruppe frauen-und-technik, bestehend aus Ellen Nonnenmacher, Bettina Schoeller, Lore Piatkowski, Ania Corcilius, Cornelia Sollfrank, Korinna Knoll, Annette Kisling, Silke Mauritius, Janine Sack und Christine Bader, die offiziell 1992 als Institut an der Hochschule für bildende Künste in Hamburg zu Medien und Repräsentationsfragen aktiv wurde. Strategien von Marketing und Werbung wie Corporate Identity oder Corporate Design wurden zu ihren Techniken, die sie performativ dekonstruierten, die aber trotzdem für ihre Bekanntheit produktiv funktionierten. Kurz nach ihrem in Erscheinung treten produzierte frauen-und-technik Beiträge für das von van-Gogh-TV konzipierte Kunstfernsehen der documenta IX – die Piazza Virtuale.

## Arbeitsweise
In ihrer Medienpraxis interessiert sie sich für die Konstruktionen und Repräsentationen von gesellschaftlichen Stereotypen und machte performative Untersuchungen und analoge, später digitale Filme und vor allem Videos. Sie entwickelt Projekte an der Schnittstelle von Design, Feminismus, Technologien im öffentlichen Interesse, Kunst und Medien und experimentellem Publizieren. Übertragungsfragen zwischen dem Realen, Analogen und dem Digitalen befördern ihre Arbeit genauso wie die Frage wie Projekte, Inhalte und Themen anhand medialer Möglichkeiten konzeptualisiert und visualisiert werden können. Kern ihrer Arbeit ist intermediale Praxis, das Gestalten neuer Medienformate und fluider Bereiche, die ihre Standards noch nicht etabliert haben.

## Werk
1993 entstand die Gruppe -Innen mit Cornelia Sollfrank, Korinna Knoll, Ellen Nonnenmacher und Janine Sack die das Prinzip der Uniformierung, Konstruktionen und Dekonstruktionen von Identitäten, Kollektivierung von Autorschaft und medienkritische Auseinandersetzungen ins Zentrum künstlerischer Forschung stellte. Die Sendung Narzissmus in den Medien am Beispiel Fernsehen kann als eine performative Theorie zum Fernsehen gelesen werden. Kurze Zeit später entstanden vier einstündige Sendungen für das Hamburger Kabelfernsehen. 1996 starteten -Innen plus, jetzt mit Susanne Ackers auf der weltgrößten Computermesse, der CeBit in Hannover die Aktion -Innen im Frühling zu komplexen Verhältnissen von Geschlecht und Technik. Bei einem Foto der Gruppe, mit Messeuniformen bekleidet nehmen die Künstlerinnen Kontakt mit Ausstellern und Besuchern auf und verteilen Mousepads und Handouts mit Fragen und Multiple-choice-Antworten zu den Themen Gender, Technik und Sex.

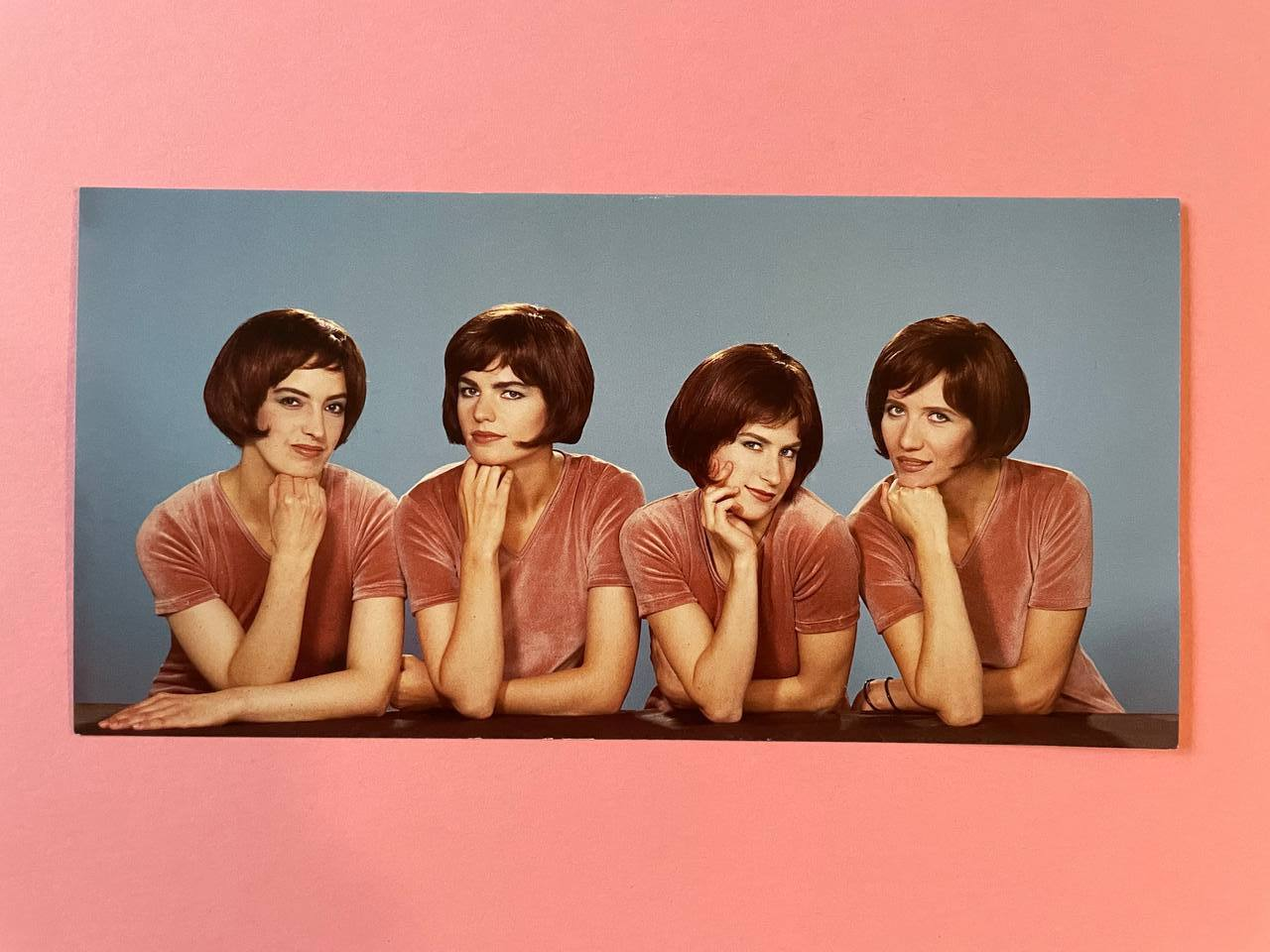
-Innen, Postkarte von 1994: Korinna Knoll, Ellen Nonnenmacher, Janine Sack und Cornelia Sollfrank

Während ihres Postgraduierten Gaststudium an der Kunstakademie Stockholm von 2001 bis 2003 und ihres einjährigen postgradualen Programms 2003/04 beim Goldrausch Künstlerinnenprojekt  beschäftigte sie sich mit Selbstoptimierung – dem modellhaften Trainieren von Identitäts- und Verhaltensstrategien und deren Vermarktung durch Unterhaltungsformate. Videoarbeiten mit Elementen einer fiktiven Reality Show, eine Corporate Identity, ein Logo und der Slogan be yourself – be on TV waren Elemente dieser Arbeit. Sie hat immer wieder kuratorische Projekte mitinitiiert wie die Veranstaltungsreihe Guestbook zum Thema Besuch, das Ausstellungsprojekt Revisiting Home – Wohnen als Schnittstelle von Individuum und Gesellschaft in der ngbk, Berlin.
Neben der Lohnarbeit an Publikationen und für Verlage hat sie sich mit gestalterischen Konzepten für den kulturellen Bereich beschäftigt. Vor diesem Hintergrund und den erworbenen Fähigkeiten arbeitete sie zwischen 2008 und 2013 als Art-Direktorin bei der Wochenzeitung der Freitag und am Entwurf eines neuen Layouts für die Zeitung taz. Sie unterrichtet Visuelle Kommunikation mit dem Schwerpunkt Digital Publishing u. a. an der HMKW und AMD Akademie Mode & Designin Berlin, Brand University, Zhuhai, Weißensee Kunsthochschule Berlin. Das Publikationsprojekt Der Filter mit Studierenden der HMKW, Hochschule für Medien, Kommunikation und Wirtschaft in Berlin gewann den Nachwuchspreis des European Newspaper Awards. Auch als Art-Direktorin der Wochenzeitung der Freitag  von 2008 bis 2012, gewann sie zahlreiche Designpreise für Print und Onlinegestaltung. Sie war von 2014 bis 2015 Teil des Kunstbuch-Verlags The Green Box mit Publikationen, in denen Künstlerinnen und Künstler ihre Kunst oder spezifische Kunstprojekte vorstellen können und 2017 gründete sie den Künstler*innenbuchverlag – A Book Edition.
Um mit digitalen Publikation im Bereich visueller Kultur in allen Bereichen der Kunst, der Architektur, Netzkultur, Politiken und Aktivismus, zu Zugänglichkeit von Kultur weiterforschen zu können begründete sie 2018 den E-Book-Verlag EECLECTIC. Mit diesem Verlagsprojekt für digitale Publikationen im Bereich visueller Kultur werden E-Books entwickelt, in denen sich mit künstlerischen Mitteln und auf experimentelle Art, Fotografie, Stadt, Politik, Gesellschaft, Feminismus und Film verschränken. Das mediale Potential des digitalen Publizierens und die Möglichkeiten digitaler Vermittlung stehen im Mittelpunkt der Verlagsarbeit.

## Performance/Video
- 1993: -Innen intern, 3 × 4 min, Hi-8, Farbe, stereo (mit -Innen)
- 1993: WAR IST WIRD  8 min, 16 mm, Farbe, stereo (mit Bettina Schoeller)
- 1994: Ein Mann wie Paul, 2 min 50, Computeranimation/VHS, mono, Farbe
- 1996: Frauen und Männer auf der CeBIT ’96, 3 min, Hi-8, Farbe, stereo, (mit -Innen)
- 1996: Tagebuchlesung von Bettina Schoeller und Janine Sack, Hamburg[12]
- 1997: Jean & Jane, 3 min 30, 16 mm, Farbe, mono (mit H. Winckler)
- 1997: Marion, Hannover, 4 min 8, Beta-SP/DVD, Farbe, stereo
- 1997: Ambient No.1, ca. 60 min, mini-DV/VHS, Farbe, stumm
- 1998: Narzißmus in den Medien…, 11 min, Beta-SP, Farbe (mit -Innen)
- 1998: Plantinenbatik, ca. 40 min, Beta-SP, Farbe, stumm (mit Hans-Christian Dany)
- 1998: Ambient No.2, ca. 50 min, mini-DV/Beta-SP, Farbe, stumm
- 1999: Processing Cyberfeminism, Old Boys Network, OBN
- 2000: no secret, 7 min Farbe, mini-DV/Beta-SP, stereo, Videoinstallation
- 2000: weitergehen, 10 min, mini-DV/Beta-SP, Farbe, stumm, DV/Beta-Sp
- 2001: Slussen, 11 min, mini-DV, Farbe, stereo, Videoinstallation: 3 Projektionen
- 2002: virtual fear, 4 min 20, 3D-Animation/DVD, Farbe, stereo, Videoinstallation
- 2002: no secrets // virtual fear[13][14]
- 2003: be yourself! Trailer, 2 min 36, Digital-S/DVD, Farbe, stereo, schwedisch, engl. UT
- 2003: be yourself! Finale, 21 min 10, Digital-S/DVD, Farbe, stereo, schwedisch, dt. UT
- 2003: be yourself! Interview Kim, 15 min, mini-DV/DVD, Farbe, stereo
- 2003: be yourself! 2-Kanal-Installation, 2 × 30 min, Farbe, ohne Ton
- 2003/04: be yourself! Video, Installation
- 2004: be yourself!, 3-Kanal-Installation, 3 × 15 min, Digital-S/DVD, Farbe, stereo, schwedisch, engl. UT

## Ausstellungsbeteiligungen/Screenings (Auswahl)
- 1992: Penisneidspiele, frauen-und-technik, Piazza Virtuale, Van Gogh TV im Rahmen der documenta 9, Kassel
- 1993: Narzissmus in den Medien am Beispiel Fernsehen 1.1 Das Begehren[15], Gruppe -Innen, Produzentengalerie Kunstitut, Stuttgart
- 1994:  -Innen informiert, Westwerk, Hamburg[16]
- 1996:  Tagebuchlesung, B-Movie, Hamburg, mit Bettina Schoeller
- 1996: November TV, Unfair, Köln
- 1996: When tekkno turns to sound of poetry, Shedhalle Zürich[17]
- 1996: New Media – Old Roles, Intervention bei der Computermesse CeBit, Hannover (Projekt der Gruppe „-Innen plus“), – Innen im Frühling,[18]
- 1997: Kritik des Privaten, Künstlerinnenstrategien der 70er und 90er Jahre, Symposium, Künstlerhaus Bethanien, Berlin
- 1998: The New Woman, NEID Show, Künstlerhaus Bethanien, Berlin
- 1998: Schnittstelle Produktion/Neid-Video-Show, Shedhalle Zürich und Berlin, Biennale Plattform, Postfuhramt
- 1999: Next Cyberfeminist International, Konferenz, Old Boys Network, Rotterdam[19]
- 1999: Neid-Video-Show, Video Club 99, Hamburger Kunsthalle, Hamburg
- 1999: Tagebuchlesung, Fundbüro, Hamburg
- 2000: Ufo-Strategien, Edith-Ruß-Haus, Oldenburg, mit Ulrike Bergermann, Rod Dickinson, Astrid Herrmann, Verena Kuni, Museum für werdende Kunst, Ellen Nonnenmacher, Helene von Oldenburg, Andrea Sick, Janine Sack, Claudia Reiche, Cornelia Sollfrank, Josephine Starrs.[20]
- 2001: Künstlerbilder, Galerie Helga Broll bei der Galerie Mesaoo Wrede, Hamburg[21]
- 2002: Vernissage Marathon, Galerie Helga Broll bei der Galerie Hinterconti, Hamburg[22]
- 2002: STIPENDIATEN 2001. 21. Arbeitsstipendium für bildende Kunst der Kulturbehörde der Freien und Hansestadt Hamburg, Kunsthaus Hamburg, Markus Amm, Nándor Angstenberger, Peter Dombrowe, Ina Hattebier, Oliver Kochta, Frank Lüsing, Nina Könnemann, Manfred Kroboth, Wolfgang Oelze, Mario Palm, Janine Sack mit Katalog[23]
- 2002: Skyltfönsterutställning, Galleri 21, Malmö[24]
- 2003: „be yourself!“, Cinema Screening, Dundee Contemporary Arts, Dundee
- 2004: Goldrausch 2004, Kunstraum Kreuzberg/Bethanien, Berlin[25]
- 2004: virtual minds – Kongress für fiktive Figuren, thealit Frauen.Kultur.Labor, Künstlerhaus Bremen
- 2005: Arbeit*, Galerie im Taxispalais, Kunsthalle Tirol, Innsbruck/work, The Glucksman, Cork[26]
- 2005: Sei gefälligst du selbst, Galerie des Kunsthistorischen Instituts, Bonn[27][28]
- 2006: Revisiting Home, NGBK – Neue Gesellschaft für Bildende Kunst, Berlin[29]
- 2007: Hotel Humboldt, glue, Berlin[1]
- 2007: Homestories, Inken Reinert, Anja Corcilius und Inga Zimprich, CCA, Kiew
- 2008: Der Garten im Museum – Interventionen zeitgenössischer Künstler, Georg-Kolbe-Museum, Berlin[30]
- 2009: Homestories II, Projektraum arttransponder, Berlin
- 2010: Anonymous Drawings Archive, Uferhallen, Berlin
- 2013: Anonyme Zeichner, Kunstverein Tiergarten, Berlin[31]
- 2014: Anonyme Zeichner, based in Berlin, Pavillon am Milchhof, Berlin
- 2015: Drucken Heften Laden – Versuche über Theorie und Praxis unabhängigen Publizierens, Ausstellung, Workshop und Veranstaltungen, The Green Box, NGBK, Berlin
- 2017: commons lab, Studio XX, Montreal, CAN. Mit Cornelia Sollfrank wurde ein Designkonzept entwickelt, zu dem auch die Nutzung einer frei lizenzierten Schrift gehörte.[32]
- 2018: Purple Noise Feminist Noisification of Social Media, On- and Offline Protest, Stadt der Frauen Esslingen / Drehmoment, Stuttgart
- 2018: Anonyme Zeichner, Galerie im Körnerpark, Berlin
- 2019: #iusemyfeelers – How to Grow and Use Your Feelers Purple Noise – Interdisziplin.re technofeministische Forschungsgruppe, Transmediale, Berlin
- 2022: #purplenoise Projekt #shareyourair, Installation, Video, Breathingchoir Performance, Ausstellung Empowerment, Kunstmuseum Wolfsburg
- 2023: Leseprobe. Ein installativer Lesesalon mit digitalen Publikationen aus dem Verlagsprogramm von EECLECTIC, Projektraum der Galerie Gisela Clement, Bonn

## Auszeichnungen
- 2001: Stipendiatin für Freie Künste, Stadt Hamburg[33]
- 2002: Stipendiatin Konstnärsnämnden, Schweden

### Auszeichnungen für Art Direktionder Freitag
- 2009: European Newspaper Award Illustrationen, Titel, Einzelseiten, Konzept Print / Online
- 2009: Society for News Design World’s Best Designed Newspaper, Redesign (Auszeichnung)[34]
- 2010: Art Directors Club: Bronze Online, Titel, Einzelausgabe (Auszeichnung)
- 2010: Leadawards Webmagazin des Jahres (Gold)
- 2011: Society for News Design Special News Topic (Silber)
- 2011: Art Director’s Club Print Jahrgang (Auszeichnung)[35]
- 2011: European Newspaper Award: Titelseiten, Sektions-Titelseiten, Visual Storytelling, Illustration, Typographie (Auszeichnung)
- 2012: Society for News Design: Einzelausgabe, Feature design sections (Auszeichnung)
- 2012: Art Director’s Club Einzelausgabe (Bronze), Editorial Design, Jahrgang (Auszeichnung) European Newspaper Award Titelseiten, Visual Storytelling, Foto-Reportage, Infografik, Illustration (Auszeichnung)
- 2012: Leadawards: Auszeichnung Webmagazin des Jahres
- 2013: Society for News Design: News Design, Feature Design (Auszeichnung)
- 2013: European Newspaper Award Titel, Illustration, Storytelling, Online (Auszeichnung)

### Auszeichnungen für Art DirektionTAZ
- 2018: Society for News Design: Redesign taz, die tageszeitung (Auszeichnung)[36]
- 2021: Art Director’s Club: Redesign taz App (Bronze)

## Katalogbeiträge  (Auswahl)
- Befremdliche Geschichten/Étranges fictions. Schloss Agathenburg 2006.
- Revisiting Home. Wohnen als Schnittstelle zwischen Individuum und Gesellschaft. Hrsg.: Ania Corcilius, Iain Pate und Janine Sack, Neue Gesellschaft für Bildende Kunst, Berlin 2006.
- Successful self mediation. Goldrausch Künstlerinnenprojekt art IT, Berlin 2004, ISBN 3-937476-29-6.
- Virtual Minds. Congress of Fictitious Figures, thealit, Bremen, 2004, ISBN 978-3-930924-05-9.
- Arbeit*. Galerie im Taxispalais, Innsbruck 2003.
- The Glass Eye: Artists and Television. Hrsg. Maeve Connolly, Orla Ryan, Project Press, Dublin 2001.
- UFO-Strategien. Edith-Russ-Haus, Oldenburg 2000.
- SUPERUMBAU. Kunst-/Architekturzeitung, Hamburg 1998.
- Netzkritik, Hrsg. Nettime, ID-Verlag, Berlin.
- Der telematische Raum. NGBK, Berlin 1997.
- wmi 4. CD-Rom-Magazin, world media interactive, Hamburg 1996.
- Team Compendium Selbstorganisation im Bereich Kunst, Kellner Verlag, Hamburg.
- Sei dabei!. Woche der bildenden Kunst, Hamburg 1994.
- Oh boy it’s a girl. Feminismen in der Kunst, Kunstverein München 1994.
- HFBKBP Connection, Hrsg. Gruppe bildende Kunst in der Deutschen BP Aktiengesellschaft, Hamburg 1992.

## Publikationen (Auswahl)
- Janine Sack | no secrets // virtual fear. Katalog zur Einzelausstellung beim Vernissagemarathon, Galerie Helga Broll, Hamburg 2002 (PDF).
- Kongresspublikation: Der Filter. Society for News Design, Jahreskongress, Frankfurt 2014.
- R.E.P. Revolutionary Experimental Space, Publikation zur zehnjährigen Praxis der gleichnamigen ukrainischen Künstler*innengruppe, The Green Box, Berlin 2015.
- Silent Language, Künstlerinnenbuch, Inken Reinert, A Book Edition, Berlin 2017.
- Berliner Hefte zu Geschichte und Gegenwart der Stadt, E-Book Umsetzung, Hefte 1 bis 8, 2018.
- Jana und ihr Erlebnis mitten in der Nacht, Gucci Falke, EECLECTIC, Berlin 2018.
- Man schenkt keinen Hund, Reader zu dem staatlichen Integrationsimperativ und seine p.dagogischen Effekte in den Deutschlehrwerken für Zuwander*innen, Hg. Christine Lemke, Achim Lengerer, Scriptings, Archive Books, EECLECTIC, Berlin  2019.
- Passage Pauline Kraneis, Monographie, Argobooks, Berlin 2019.
- Between You and Me, Anna Selander, multimediales E-Book, EECLECTIC, Berlin 2019.
- Man schenkt keinen Hund, Reader, E-Book, Hg. Christine Lemke, Achim Lengerer, Scriptings, Archive Books, EECLECTIC, Berlin 2020.
- Chinese Weave, Ein visueller Essay zu chinesischer Mode und Textilindustrie und den Menschen, die sie tragen, Regine Steenbock, multimediales E-Book, EECLECTIC, Berlin 2020.
- Fix My Code, Cornelia Sollfrank, Winnie Soon, Reader, E-Book, EECLECTIC, Berlin 2021.
- Economic Words, Anke Becker, Künstlerinnenbuch, E-Book, EECLECTIC, Berlin 2021.
- Eine flexible Frau – Drehbuch und Materialien, Tatjana Turanskyj, Dokumentation und Filmscript, E-Book, EECLECTIC, Berlin 2022.
- Verplaatst Annette Kisling, Künstlerinnenbuch, E-Book, EECLECTIC, Berlin 2023.